# عنان الخياط
عنان الخياط  (2 ديسمبر 1983 -) هي منشدة سورية. 

## حياتها
ولدت بالعراق سنة 1983، قدمت العديد من أناشيد الأطفال والأناشيد الدينية. شاركت في أداء أناشيد عدد من مسلسلات الكرتون التي أنتجها مركز الزهرة بدءاً من عام 2003. كما عملت مع شركة سنا للأطفال. متزوجة من محمد الشعار ولديها طفلة اسمها سلام .

## مسيرتها
عرفها العالم لأول مرة عام 2003 إثر مشاركتها في أناشيد الكرتون التي تنتجها شركة الزهرة، حيث أنشدت في بعض المسلسلات مثل: أبطال الديجيتال (الجزء الثالث)، أنا وأخي، مدينة المعلومات.
في العام ذاته كانت قد بدأت العمل لدى شركة سنا للأطفال، وقدمت سبعة ألبومات متميزة أنهتها عام 2006، كان أولها «حكاية بلبل،» وآخرها «صباح الخير يا أمي».
وبالرغم من النجاح الذي حققته في الشركة، إلا أن اسمها حقيقة كان قد لمع بعد مشاركتها في أغاني سبيستون، إذ قدمت جملة من الأغاني الهادفة للأطفال، وأشهرها: يا طيبة (وقد أدّاها كثيرون من بعدها)، نور في الأجواء تألق، أهلا أهلا يا رمضان، أشتاق لبرّك يا أمي، أمي تلون عمري، يا شهر الغفران.
وفي المجال الديني شاركت بأناشيدها في العديد من الشركات، مثل مؤسسة نور اليقين، دار الحافظ، مؤسسة التوبة.
وظهرت بعض الألبومات بصوتها مثل «يا إله الكون»، «يا رب العباد».
في 2007 أعلنت اعتزالها.

## أعمالها
أنتج لها حوالي سبع ألبومات متميزة، كان أولها «حكاية بلبل»، وآخرها «صباح الخير يا أمي».
من أشهر أغنياتها وأكثرها تميزاً تلك التي عرضت على شاشة قناة سبيس تون كـ «يا طيبة»، «نور من الأجواء تألق»، «أهلاً أهلاً يا رمضان»، «أشتاق لبرك يا أمي».